# Jack Lousma
Jack Robert Lousma est un astronaute américain né le 29 février 1936, à Grand Rapids.

## Biographie
En avril 1966, Jack Lousma est l'un des 19 du cinquième groupe d'astronautes sélectionnés par la NASA.
En avril 1970, il fait partie de l'équipe des capcom sur la mission Apollo 13. C'est ainsi lui qui, à Houston, réceptionne la célèbre phrase de Swigert : « Houston, on a un problème ».
Une fois retiré de la NASA, Lousma tente une carrière politique. Membre du Parti républicain, il se présente aux élections sénatoriales américaines de 1984 dans le Michigan. Il remporte la primaire avec environ 62 % des voix face au représentant Jim Dunn. Malgré la large réélection de Ronald Reagan, Lousma est battu par le sénateur démocrate sortant Carl Levin, qui rassemble 53 % des voix.

## Vols réalisés

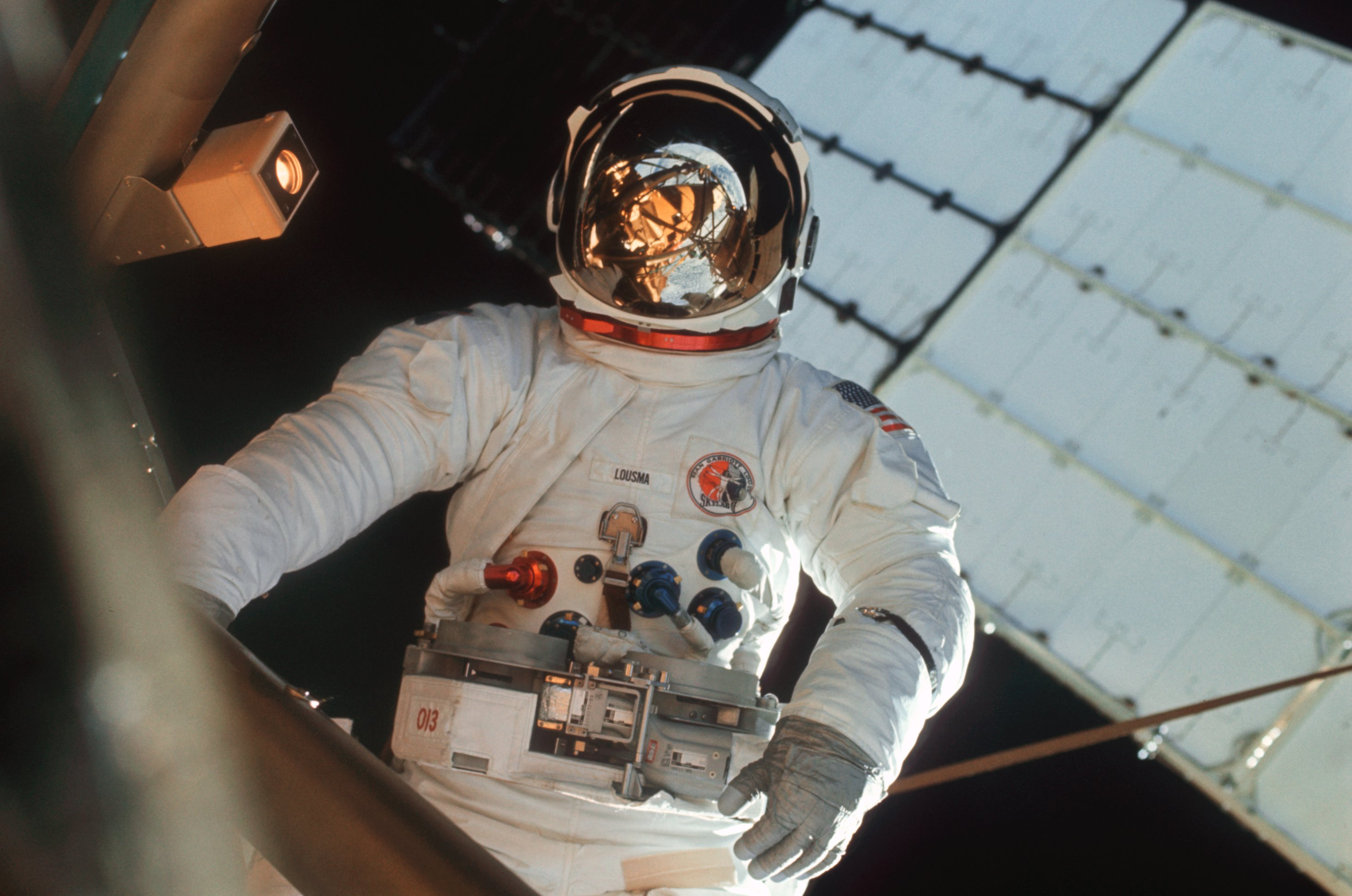
Lousma le 6 août 1973 pendant une EVA hors de la station Skylab.

Jack Lousma devait faire partie de la mission annulée Apollo 20, en tant que pilote du module lunaire. Il aurait ainsi marché sur la Lune.
- Le 28 juillet 1973, il est pilote de la mission Skylab 3, établissant un nouveau record de durée de vol pour l'époque, avec plus de 59 jours en orbite.
- Le 22 mars 1982, il est le commandant lors du 3e vol de la Navette spatiale Columbia.